# Popis hrvatskih veleposlanika u San Marinu
Republika Hrvatska i Republika San Marino održavaju diplomatske odnose od 11. veljače 1993. Sjedište veleposlanstva je u Rimu.

## Veleposlanici
Hrvatska nema rezidentno veleposlanstvo u San Marinu. 
Veleposlanstvo Republike Hrvatske u Talijanskoj Republici pokriva Republiku San Marino i Republiku Maltu.
| Veleposlanik       | Postavljenje        | Opoziv              | Sjedište |
| ------------------ | ------------------- | ------------------- | -------- |
| Davorin Rudolf     | 13. prosinca 1994.  | 21. kolovoza 2000.  | Rim      |
| Drago Kraljević    | 28. rujna 2001.     | 16. listopada 2005. | Rim      |
| Tomislav Vidošević | 6. veljače 2006.    | 15. kolovoza 2012.  | Rim      |
| Damir Grubiša      | 5. veljače 2013.    | 31. kolovoza 2017.  | Rim      |
| Jasen Mesić        | 22. studenoga 2017. |                     | Rim      |

## Vanjske poveznice
- San Marino na stranici MVEP-a